# Sergey Korepanov
Sergey Arsentyevich Korepanov (em russo: Сергей Арсентьевич Корепанов; Izhevsk, Udmúrtia, RSFS da Rússia, 9 de maio de 1964) é um atleta cazaque, especialista em marcha atlética, que foi campeão e recordista asiático na distância de 50 km marcha.
Participou em três edições olímpicas, sempre na modalidade de 50 quilómetros: 8º lugar em Atlanta 1996, 15º em Sydney 2000 e 20º classificado em Atenas 2004.